# Phytomyptera triangularis
Phytomyptera triangularis är en tvåvingeart som först beskrevs av Aldrich 1934.  Phytomyptera triangularis ingår i släktet Phytomyptera och familjen parasitflugor. Inga underarter finns listade i Catalogue of Life.